# Хамдамов, Гафар Саттарович
Гафар Саттарович Хамдамов — советский хозяйственный, государственный и политический деятель.

## Биография
Родился в 1918 году. Член КПСС.
С 1929 года — на хозяйственной, общественной и политической работе. В 1929—1983 гг. — батрак, слесарь, завуч в школе № 26 Сачакибалкского сельсовета, участник Великой Отечественной войны в составе 17-го гвардейского кавалерийского полка 5-й гвардейской кавалерийской дивизии, председатель промысловой артели «Красный Восток», инструктор отдела промышленности и транспорта Самаркандского обкома КП Узбекистана, первый секретарем Багишамальского райкома КП Узбекистана, второй секретарь Самаркандского горкома КП Узбекистана, председатель Самаркандского горисполкома, заместитель председателя комитета государственного контроля Самаркандской области, начальник Самаркандского областного управления коммунального хозяйства.
Избирался депутатом Верховного Совета Узбекской ССР 3-го и 4-го созывов.
Жил в Узбекистане.

## Награды и звания
- орден Отечественной войны I степени (06.04.1985)
- орден Трудового Красного Знамени
- орден Дружбы народов (15.04.1981)
- орден «Знак Почёта» (11.01.1957)